# 外国哲学
『外国哲学』（北京大学外国哲学研究所編、商務印書館刊行）は、中国における西洋哲学研究の核心的学術刊行物として、1980年代に創刊された。本誌は年1～2冊のペースで継続的に刊行され、西洋古典哲学から現代思想までを体系的に紹介し、中国の哲学研究の発展に重要な役割を果たしている。
B5判平均300頁のスタイルを堅持。各論文要旨の英語併記、DOIコード導入等、国際標準に順応した革新を続けている。2023年現在、計46輯を数え、中国国家社会科学基金重点プロジェクトに持続的に選定されている。